# لاودرديل باي ذا سي
لاودرديل باي ذا سي (بالإنجليزية: Lauderdale-by-the-Sea)‏ هي مدينة أمريكية تقع في ولاية فلوريدا. تبلغ مساحة هذه المدينة 3.2 (كم²)،ويبلغ عدد سكانها 6056 نسمة حسب إحصاء سنة 2010 م 6056.